# Scarda (cantautore)
Scarda, pseudonimo di Domenico Scardamaglio (Napoli, 16 marzo 1986), è un cantautore italiano.

## Biografia
Nato a Napoli ma cresciuto a Vibo Valentia, si trasferisce in seguito a Roma per studiare giurisprudenza presso la Sapienza.

Il suo primo lavoro è datato 2012, quando scrive la colonna sonora del film Smetto quando voglio, diretto da Sydney Sibilia, per cui riceverà una nomination al David di Donatello 2014 per la migliore canzone originale.
Nel 2014 pubblica sotto l'etichetta MK Records il suo primo album, I piedi sul cruscotto, da cui viene estratto il singolo Io lo so, e per cui riceve una nomination alla Targa Tenco nel 2015 come migliore opera prima

Nel 2018 pubblica il suo secondo disco, Tormentone, questa volta con l'etichetta Bianca Dischi. Dall'album vengono estratti i singoli Bianca, Mai e Non Relazione.

## Discografia

### Solista
- 2014 - I piedi sul cruscotto (MK Records)
- 2018 - Tormentone (Bianca Dischi)
- 2021 - Bomboniere (Bianca Dischi)

### Colonne sonore
- 2012 - Smetto quando voglio